# Liste de gares aux Pays-Bas
Cette liste des gares des Pays-Bas énumère les gares ferroviaires existantes des Pays-Bas, ainsi que les gares en projet ou en cours de réalisation (avec la date estimée d'ouverture). Les gares fermées et désaffectées font l'objet d'une liste séparée. 
Au 1er avril 2017, il y a 397 gares ferroviaires aux Pays-Bas. Quatre d'entre elles ne sont ouvertes que pour des événements, une gare dessert uniquement un lieu de pèlerinage et une autre est consacrée au musée ferroviaire d'Utrecht.
Il est indiqué entre parenthèses l'abréviation télégraphique des gares, encore en usage.
- Haut – A
- B
- C
- D
- E
- F
- G
- H
- I
- J
- K
- L
- M
- N
- O
- P
- Q
- R
- S
- T
- U
- V
- W
- X
- Y
- Z

## Index

### A
| - Aalten (Atn) - Abcoude (Ac) - Akkrum (Akm) - Alkmaar (Amr) - Alkmaar Noord (Amrn) - Almelo (Aml) - Almelo De Riet (Amri) - Almere - Almere-Centre (Alm) - Almere Buiten (Almb) - Almere Muziekwijk (Almm) - Almere Oostvaarders (Almo) - Almere Parkwijk (Almp) - Almere Poort (Ampo) - Alphen-sur-le-Rhin (Apn) - Amersfoort (Amf) - Amersfoort Schothorst (Amfs) - Amersfoort Vathorst (Avat) - Amsterdam - Amsterdam-Central (Asd) - Amsterdam Amstel (Asa) - Amsterdam ArenA (Asdar, évènements) - Amsterdam Bijlmer ArenA (Asb) | - - Amsterdam Holendrecht (Ashd) - Amsterdam Lelylaan (Asdl) - Amsterdam Muiderpoort (Asdm) - Amsterdam RAI (Rai) - Amsterdam Science Park (Assp) - Amsterdam Sloterdijk (Ass) - Amsterdam-Sud (Asdz) - Anna Paulowna (Ana) - Apeldoorn (Apd) - Apeldoorn De Maten (Apdm) - Apeldoorn Osseveld (Apdo) - Appingedam (Apg) - Arkel (Akl) - Arnemuiden (Arn) - Arnhem-Central (Ah) - Arnhem Presikhaaf (Ahpr) - Arnhem Velperpoort (Ahp) - Arnhem Zuid (Ahz) - Assen (Asn) |  |  |
| B | |  |  |
| - Baarn (Brn) - Bad Nieuweschans (Nsch) - Baflo (Bf) - Barendrecht (Brd) - Barneveld - Barneveld-Centre (Bnc) - Barneveld Noord (Bnn) - Barneveld Zuid (Bnz) - Bedum (Bdm) - Beek-Elsloo (Bk) - Beesd (Bsd) - Beilen (Bl) - Berg-op-Zoom (Bgn) - Best (Bet) - Beverwijk (Bv) - Bilthoven (Bhv) - Blerick (Br) - Bloemendaal (Bll) - Bodegraven (Bdg) | - Bois-le-Duc (Ht) - Bois-le-Duc-Est (Hto) - Borne (Bn) - Boskoop (Bsk) - Boven-Hardinxveld (Bhdv) - Bovenkarspel - Bovenkarspel Flora (Bkf) - Bovenkarspel-Grootebroek (Bkg) - Boxmeer (Bmr) - Boxtel (Btl) - Bréda (Bd) - Bréda-Prinsenbeek (Bdpb) - Breukelen (Bkl) - Brummen (Bmn) - Buitenpost (Bp) - Bunde (Bde) - Bunnik (Bnk) - Bussum Zuid (Bsmz) |  |  |
| C | |  |  |
| - Capelle Schollevaar (Cps) - Castricum (Cas) - Chevremont (Cvm) | - Coevorden (Co) - Cuijk (Ck) - Culembourg (Cl) |  |  |
| D | |  |  |
| - Daarlerveen (Da) - Dalen (Dln) - Dalfsen (Dl) - Deinum (Dei) - Delden (Ddn) - Delft (Dt) - Delft Zuid (Dtz) - Delfzijl (Dz) - Delfzijl West (Dzw) - Den Dolder (Dld) - Deurne (Dn) - Deventer (Dv) - Colmschate (Dvc) - De Vink (Dvnk) - De Westereen (Dwe) - Didam (Did) - Diemen (Dmn) - Diemen Zuid (Dmnz) | - Dieren (Dr) - Doetinchem (Dtc) - Doetinchem De Huet (Dtch) - Dordrecht (Ddr) - Dordrecht Stadspolders (Ddrs) - Dordrecht Zuid (Ddzd) - Driebergen-Zeist (Db) - Driehuis (Drh) - Dronryp (Drp) - Dronten (Dron) - Duiven (Dvn) - Duivendrecht (Dvd) |  |  |
| E | |  |  |
| - Echt (Ec) - Ede-Centre (Edc) - Ede-Wageningen (Ed) - Eindhoven-Central (Ehv) - Eindhoven Strijp-S (Ehs) - Eindhoven Stadion (Ehst; événements) - Elst (Est) - Emmen (Emn) - Emmen Zuid (Emnz) | - Enkhuizen (Ekz) - Enschede (Es) - Enschede De Eschmarke (Ese) - Enschede Kennispark (Esk) - Ermelo (Eml) - Etten-Leur (Etn) - Eygelshoven (Egh) - Eygelshoven Markt (Eghm) |  |  |
| F | |  |  |
| - Fauquemont (Vk) - Feanwâlden (Fwd) - Franeker (Fn) - Flessingue (Vs) - Flessingue Souburg (Vss) | |  |  |
| G | |  |  |
| - Gaanderen (Gdr) - Geldermalsen (Gdm) - Geldrop (Gp) - Geleen-Lutterade (Lut) - Geleen Oost (Gln) - Gilze-Rijen (Gz) - Glanerbrug (Gbr) - Goes (Gs) - Goor (Go) | - Gorinchem (Gr) - Gouda (Gd) - Gouda Goverwelle (Gdg) - Gramsbergen (Gbg) - Grijpskerk (Gk) - Groningue (Gn) - Groningue Europapark (Gerp) - Groningue Noord (Gnn) - Grou-Jirnsum (Gw) |  |  |
| H | |  |  |
| - Haarlem (Hlm) - Haarlem Spaarnwoude (Hlms) - Halfweg-Zwanenburg (Hwzb) - 't Harde (Hde) - Hardenberg (Hdb) - Harderwijk (Hd) - Hardinxveld Blauwe Zoom (Bzm) - Hardinxveld-Giessendam (Gnd) - Haren (Hrn) - Harlingen (Hlg) - Harlingen Haven (Hlgh) - La Haye-Central (Gvc) - La Haye-Hollands Spoor (Gv) - La Haye Laan van NOI (Laa) - La Haye Mariahoeve (Gvm) - La Haye Moerwijk (Gvmw) - La Haye Ypenburg (Ypb) - Le Helder (Hdr) - Le Helder-Sud (Hdrz) - Heemskerk (Hk) - Heemstede-Aerdenhout (Had) - Heerenveen (Hr) - Heerenveen IJsstadion (Hry; événements) - Heerhugowaard (Hwd) - Heerlen (Hrl) - Heerlen De Kissel (Hrlk) - Heerlen Woonboulevard (Hrlw) - Heeze (Hze) - Heiloo (Hlo) - Heino (Hno) | - Helmond (Hm) - Helmond Brandevoort (Hmbv) - Helmond Brouwhuis (Hmbh) - Helmond 't Hout (Hmh) - Hemmen-Dodewaard (Hmn) - Hengelo (Hgl) - Hengelo Gezondheidspark (Hglg) - Hengelo Oost (Hglo) - Hillegom (Hil) - Hilversum (Hvs) - Hilversum Media Park (Hvsm) - Hilversum Sportpark (Hvsp) - Hindeloopen (Hnp) - Hoensbroek (Hb) - Hoevelaken (Hvl) - Hollandsche Rading (Hor) - Holten (Hon) - Hoofddorp (Hfd) - Hoogeveen (Hgv) - Hoogezand-Sappemeer (Hgz) - Hoogkarspel (Hks) - Hoorn (Hn) - Hoorn Kersenboogerd (Hnk) - Horst-Sevenum (Hrt) - Houten (Htn) - Houten Castellum (Htnc) - Houthem-Sint Gerlach (Sgl) - Hurdegaryp (Hdg) |  |  |
| K | |  |  |
| - Kampen (Kpn) - Kampen Zuid (Kpnz) - Kapelle-Biezelinge (Bzl) - Kerkrade Centrum (Krd) - Kesteren (Ktr) - Klarenbeek (Kbk) - Klimmen-Ransdaal (Kmr) | - Koog aan de Zaan (Kz) - Koudum-Molkwerum (Kmw) - Krabbendijke (Kbd) - Krommenie-Assendelft (Kma) - Kropswolde (Kw) - Kruiningen-Yerseke (Krg) |  |  |
| L | |  |  |
| - Lage Zwaluwe (Zlw) - Landgraaf (Lg) - Lansingerland-Zoetermeer (future gare à partir de 2018) - Leerdam (Ldm) - Leeuwarden (Lw) - Leeuwarden Camminghaburen (Lwc) | - Leyde - Leyde-Central (Ledn) - Leyde-Lammenschans (Ldl) - Gare de Lelystad Centrum (Lls) - Lichtenvoorde-Groenlo (Ltv) - Lochem (Lc) - Loppersum (Lp) - Lunteren (Ltn) |  |  |
| M | |  |  |
| - Maarheeze (Mz) - Maarn (Mrn) - Maarssen (Mas) - Maestricht (Mt) - Maestricht Noord (Mtn) - Maastricht-Randwyck (Mtr) | - Mantgum (Mg) - Mariënberg (Mrb) - Martenshoek (Mth) - Meerssen (Mes) - Meppel (Mp) - Middelbourg (Mdb) - Mook-Molenhoek (Mmlh) |  |  |
| N | |  |  |
| - Naarden-Bussum (Ndb) - Nieuw Amsterdam (Na) - Nieuw Vennep (Nvp) - Nieuwerkerk aan den IJssel (Nwk) - Nijkerk (Nkk) - Nimègue (Nm) | - Nimègue Dukenburg (Nmd) - Nimègue Goffert (Nmgo) - Nimègue Heyendaal (Nmh) - Nimègue Lent (Nml) - Nijverdal (Nvd) - Nunspeet (Ns) - Nuth (Nh) |  |  |
| O | |  |  |
| - Obdam (Obd) - Oisterwijk (Ot) - Oldenzaal (Odz) - Olst (Ost) - Ommen (Omn) | - Oosterbeek (Otb) - Opheusden (Op) - Oss (O) - Oss West (Ow) - Oudenbosch (Odb) - Overveen (Ovn) |  |  |
| P | |  |  |
| - Purmerend (Pmr) - Purmerend Overwhere (Pmo) - Purmerend Weidevenne (Pmw) - Putten (Pt) | |  |  |
| R | |  |  |
| - Raalte (Rat) - Ravenstein (Rvs) - Reuver (Rv) - Rheden (Rh) - Rhenen (Rhn) - Rijssen (Rsn) - Ryswick (Rsw) - Rilland-Bath (Rb) - Ruremonde (Rm) - Roodeschool (Rd) - Rosendaël (Rsd) | - Rosmalen (Rs) - Rotterdam-Central (Rtd) - Rotterdam-Alexander (Rta) - Rotterdam-Blaak (Rtb) - Rotterdam-Lombardijen (Rlb) - Rotterdam-Noord (Rtn) - Rotterdam-Stadion (Rtst; événements) - Rotterdam-Zuid (Rtz) - Ruurlo (Rl) |  |  |
| S | |  |  |
| - Santpoort Noord (Sptn) - Santpoort Zuid (Sptz) - Sappemeer Oost (Spm) - Sassenheim (Sas) - Sauwerd (Swd) - Schagen (Sgn) - Scheemda (Sda) - Schiedam-Centre (Sdm) - Schin op Geul (Sog) - Schinnen (Sn) - Schiphol-Aéroport (Shl) - Sittard (Std) | - Sliedrecht (Sdt) - Sliedrecht Baanhoek (Sdtb) - Sneek (Sk) - Sneek Noord (Sknd) - Soest (St) - Soest Zuid (Stz) - Soestdijk (Sd) - Spaubeek (Sbk) - Stavoren (Stv) - Stedum (Stm) - Steenwijk (Swk) - Susteren (Srn) - Swalmen (Sm) |  |  |
| T | |  |  |
| - Tegelen (Tg) - Terborg (Tbg) - Tiel (Tl) - Tiel Passewaaij (Tpsw) | - Tilbourg (Tb) - Tilbourg-Reeshof (Tbr) - Tilbourg-Université (Tbu) - Twello (Twl) |  |  |
| U | |  |  |
| - Uitgeest (Utg) - Uithuizen (Uhz) - Uithuizermeeden (Uhm) - Usquert (Ust) - Utrecht-Central (Ut) - Utrecht-Leidsche Rijn (Utlr) | - Utrecht-Lunetten (Utl) - Utrecht-Maliebaan (Utm, Nederlands Spoorwegmuseum) - Utrecht-Overvecht (Uto) - Utrecht-Terwijde (Utt) - Utrecht-Vaartsche Rijn (Utvr) - Utrecht-Zuilen (Utzl) |  |  |
| V | |  |  |
| - Varsseveld (Vsv) - Veendam (toekomstig station vanaf 2011) - Veenendaal Centrum (Vndc) - Veenendaal-De Klomp (Klp) - Veenendaal West (Vndw) - Velp (Vp) - Venlo (Vl) - Venray (Vry) - Vierlingsbeek (Vlb) | - Vleuten (Vtn) - Voerendaal (Vdl) - Voorburg (Vb) - Voorhout (Vh) - Voorschoten (Vst) - Voorst-Empe (Vem) - Vorden (Vd) - Vriezenveen (Vz) - Vroomshoop (Vhp) - Vught (Vg) |  |  |
| W | |  |  |
| - Waddinxveen (Wad) - Waddinxveen Noord (Wadn) - Warffum (Wfm) - Weert (Wt) - Weesp (Wp) - Wehl (Wl) - Westervoort (Wtv) - Wezep (Wz) - Wierden (Wdn) - Wijchen (Wc) | - Wijhe (Wh) - Winschoten (Ws) - Winsum (Wsm) - Winterswijk (Ww) - Winterswijk West (Www) - Woerden (Wd) - Wolfheze (Wf) - Wolvega (Wv) - Workum (Wk) - Wormerveer (Wm) |  |  |
| Y | |  |  |
| - IJlst (IJt) | |  |  |
| Z | |  |  |
| - Zaandam (Zd) - Zaandam Kogerveld (Zdk) - Zaandijk Zaanse Schans (Zzs) - Zaltbommel (Zbm) - Zandvoort-sur-Mer (Zvt) - Zetten-Andelst (Za) - Zevenaar (Zv) - Zevenbergen (Zvb) - Zoetermeer (Ztm) - Zoetermeer Oost (Ztmo) | - Zuidbroek (Zb) - Zuidhorn (Zh) - Zutphen (Zp) - Zwijndrecht (Zwd) - Zwolle (Zl) |  |  |
| | |  |  |